# Aleuromanzia
Aleuromanzia (detta anche alveromanzia) significa letteralmente "divinazione con la farina" ed è un tipo di divinazione praticata nel passato da molti popoli in modi diversi.
Deriva dal greco "ἄλευρον (áleuron)" che significa "farina di frumento".
Durante il Medioevo, ed esempio, veniva effettuata nascondendo nei sacchi di farina dei biglietti sui quali erano stati scritti i responsi. In altri casi un individuo veniva giudicato colpevole o innocente a seconda del modo in cui mangiava una focaccia di farina o di grano.